# Villars-Epeney
Villars-Epeney – miejscowość i gmina (commune) w zachodniej Szwajcarii, w kantonie Vaud, w okręgu (district) Jura-Nord vaudois.  

## Demografia
W Villars-Epeney mieszka 91 osób. W 2021 roku 8,8% populacji gminy stanowiły osoby urodzone poza Szwajcarią.